# Strada principale 2
La strada principale 2 (H2; in tedesco Hauptstrasse 2; in francese route principale 2) è una delle strade principali della Svizzera.

## Percorso
La strada n. 2 ha inizio dal confine francese presso Burgfelden, quartiere periferico di Basilea; oltre confine prosegue con la classificazione di RN 19.
La principale n. 2 attraversa il centro di Basilea e si dirige verso sud toccando Muttenz, Liestal e Sissach; dopo aver valicato il Massiccio del Giura all'Unterer Hauenstein ridiscende verso Olten e quindi attraversa Zofingen e Dagmersellen (da cui si stacca la diramazione 2a); si lambisce quindi il centro abitato di Sursee e il Lago di Sempach giungendo a Lucerna, dove confluisce nuovamente la 2a.
Oltre Lucerna si costeggia per un breve tratto il Lago dei Quattro Cantoni fino a Küssnacht, dove si procede all'interno toccando Arth, Seewen e Ibach; a Brunnen si raggiunge nuovamente il lago (che da Küssnacht era stato costeggiato dalla diramazione 2b) e dopo Altdorf si imbocca la valle della Reuss; da Göschenen (punto d'inizio della galleria del San Gottardo) inizia il valico della catena alpina, raggiungendo prima Andermatt e poi il passo del San Gottardo.
Sul versante meridionale delle Alpi la strada inizia una discesa a tornanti fino ad Airolo, e quindi discende la Leventina fino a Bellinzona; da qui riprende l'ascesa fino al passo del Monte Ceneri, seguita dalla discesa fino a Lugano. L'ultimo tratto è caratterizzato dal costeggiamento del Ceresio (che viene anche attraversato tramite il ponte-diga di Melide) e il successivo attraversamento del Mendrisiotto.
La strada termina al confine italiano posto fra Chiasso e Como; la strada prosegue in territorio italiano come semplice strada urbana (in passato strada statale 35 dei Giovi).